# خوسيه ماريا تشافيز ألونسو
خوسيه ماريا تشافيز ألونسو هو سياسي مكسيكي، ولد في 26 فبراير 1812 في إنكارناسيون دي دياز ‏ في المكسيك، وتوفي في 5 أبريل 1864. نشط حزبياً في الحزب الليبرالي المكسيكي.